# Strategic Priority Program on Space Science
Le Strategic Priority Program on Space Science (litt. « Programme de priorité stratégique en science spatiale ») ou SPP est un programme spatial scientifique de l'Académie chinoise des sciences (CAS) fondé en 2011, piloté via le Centre national de science spatiale (NSSC). Il procède environ tous les cinq ans à la sélection de quatre ou cinq missions dans les domaines de l'astronomie, l'astrophysique, l'héliophysique, l'étude de la Terre ou des planètes du système solaire.
En 2011 sont retenus l'observatoire à rayons gamma DAMPE (lancé en 2015), Shijian-10 (2016), le satellite expérimental QUESS (2016), et le télescope à rayons X HXMT (2017). En 2017 pour la seconde phase du programme la CAS sélectionne l'observatoire à rayons X et gamma GECAM (2020), l'observatoire solaire ASO-S (2022), le télescope à rayons X Einstein Probe (2024), et l'observatoire de la magnétosphère terrestre et du vent solaire SMILE (2025). Pour la troisième phase la CAS sélectionne en 2024 le détecteur d'exoplanètes Earth 2.0 (2027), l'observatoire à rayons X eXTP (2029), l'observatoire solaire SPO (2029) et le télescope à ondes radio DSL (vers 2030).
Le SPP opère parallèlement mais indépendamment du programme d'exploration lunaire Chang'e et du programme d'exploration planétaire Tianwen, tous deux étant sous la direction de l'Administration spatiale nationale chinoise (CNSA).

## Historique
En 2010 des chercheurs de l'Académie chinoise des sciences publient un rapport sur l'état des sciences spatiales en Chine dans lequel ils constatent le retard considérable du pays dans le domaine, notamment le très faible nombre de publications scientifiques contribuant à la recherche internationale. En réaction, la responsabilité des sciences spatiales est transférée de l'Administration spatiale nationale chinoise (CNSA) à l'Académie chinoise des sciences (CAS), qui fonde le Strategic Priority Program on Space Science (SPP) sous la direction du nouveau Centre nationale de science spatiale (NSSC). La création de ce programme apporte une réforme structurelle importante, avec une procédure définie d'étude des projets conduisant à leur éventuelle sélection et développement, au rythme d'environ quatre missions par plan quinquennal. Chaque mission est dirigé par un responsable de recherche (en anglais Principal Investigator ou PI), secondé par un chef de projet et un concepteur en chef.

### HXMT

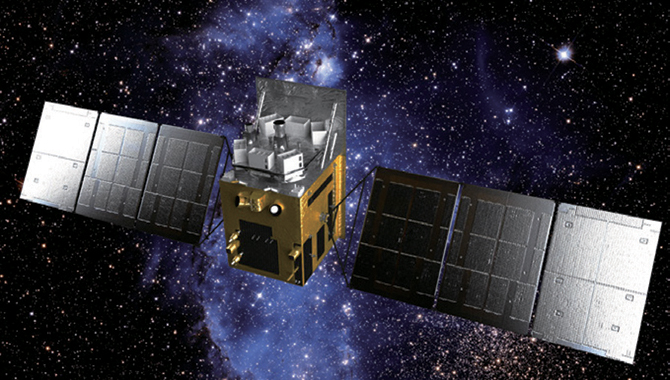
Illustration de HXMT.

### Einstein Probe

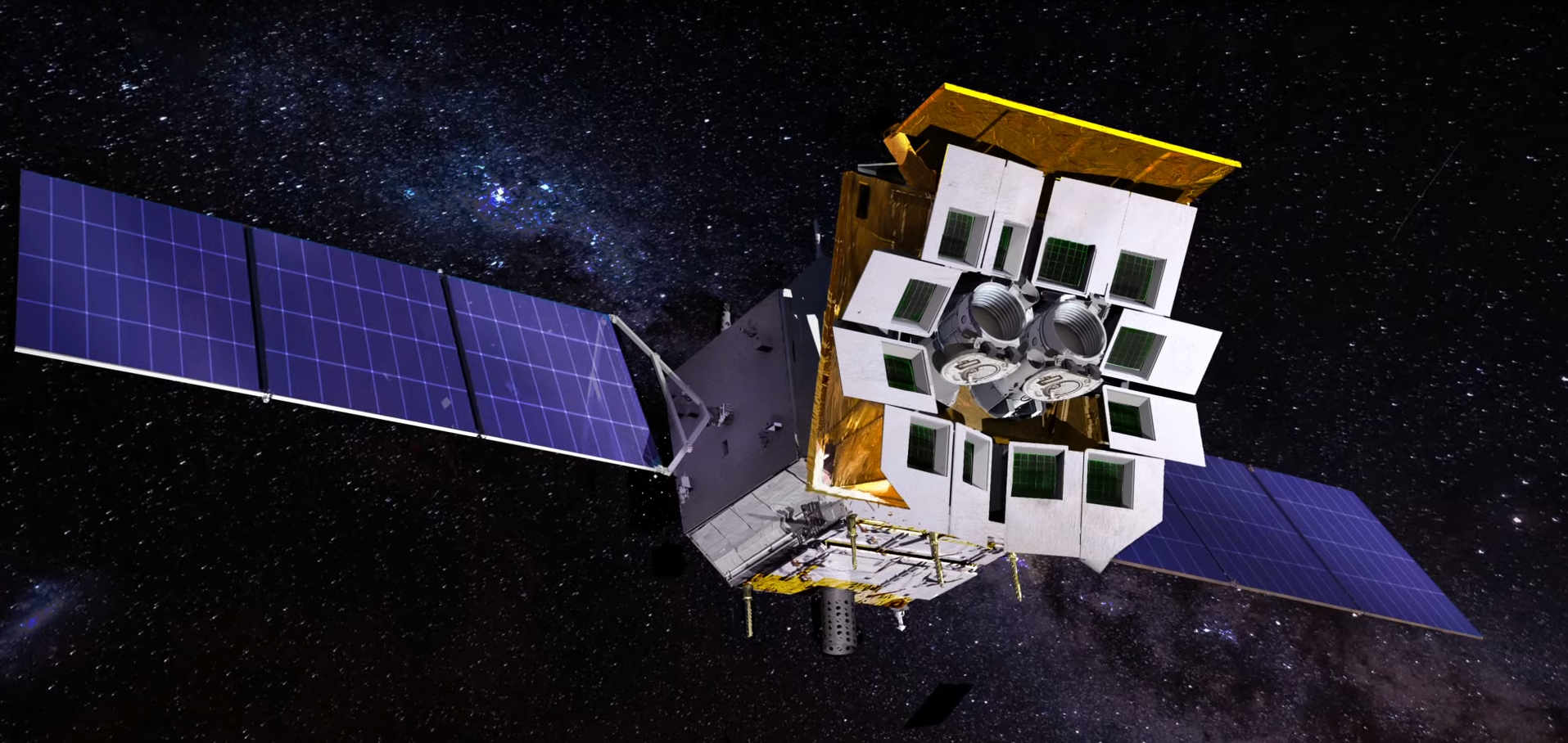
Illustration d'Einstein Probe.

### SMILE

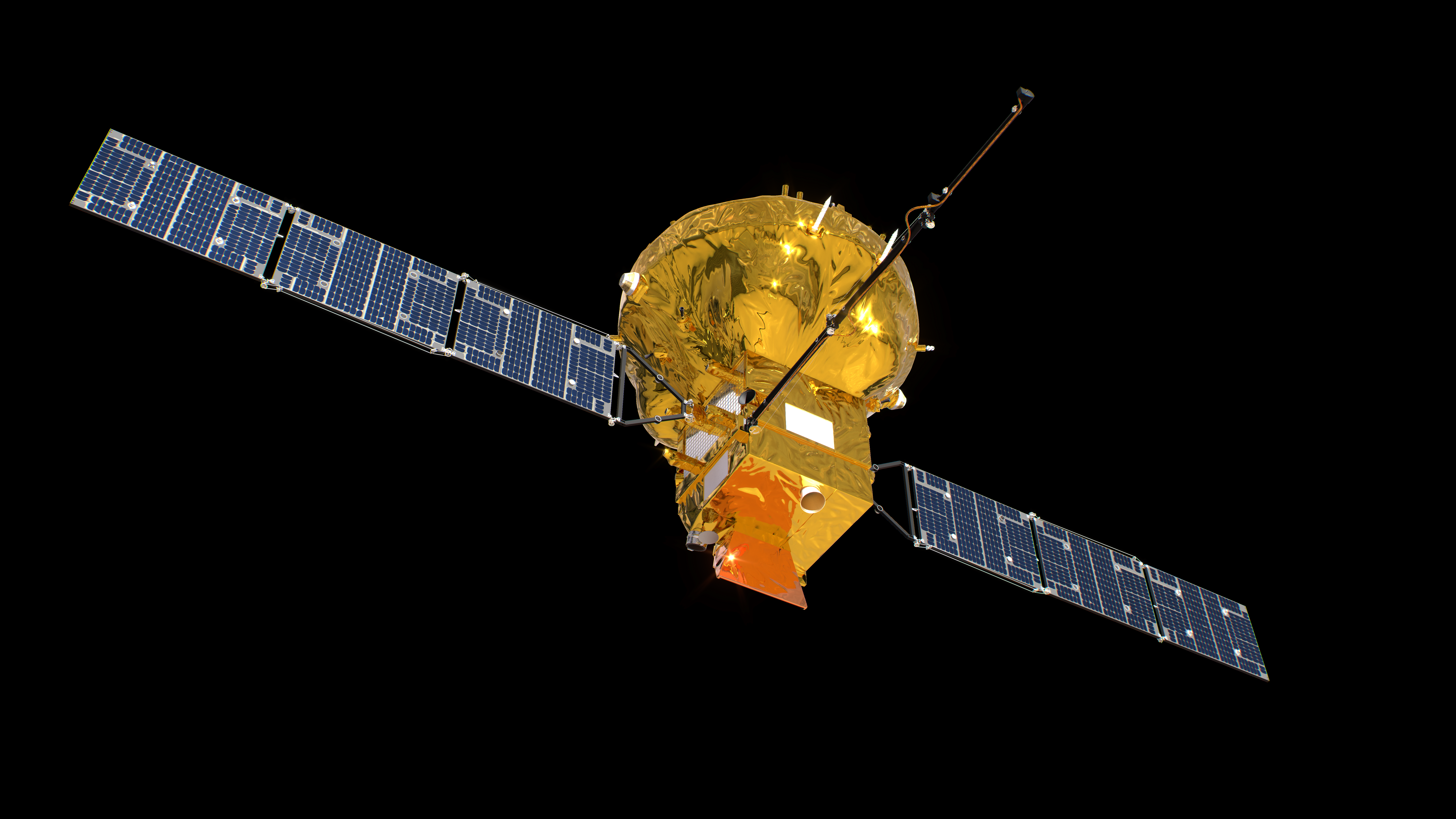
Illustration de SMILE.

## SPP (III)
La troisième phase du SPP, parfois appelé "New Horizons Program", doit correspondre au Quinzième plan quinquennal de la Chine, avec le lancement des missions attendues entre 2026 et 2030. Les travaux préparatoires pour cette troisième phase du programme débutent en juillet 2021, puis en juin 2022 le NSSC annonce la présélection de 13 missions candidates,:
Trois missions sont du domaine de l'astronomie et de l'astrophysique :
- Enhanced X-ray Timing and Polarimetry (eXTP) un télescope à rayons X pour étudier les trous noirs et étoiles à neutrons,
- Dark Matter Particle Explorer 2 (DAMPE-2) un télescope à rayons gamma pour étudier la matière noire,
- Discovering the Sky at the Longest Wavelenght (DSL) une constellation de dix satellites en orbite lunaire pour étudier les ondes radios.

Deux missions sont consacrées à l'étude des exoplanètes :
- Close-by Habitable Exoplanet Survey (CHES) un télescope pour détecter des exoplanètes avec la méthode de l'astrométrie.
- Earth 2.0 (ET) un télescope pour détecter des exoplanètes avec la méthode des transits et lentille gravitationnelles.

Quatre missions sont du domaine de l'héliophysique :
- Solar Ring (SOR) pour observer la soleil à 360° à l'aide de trois satellites en orbite héliocentrique,
- Solar Polar-orbit Observatory (SPO) pour observer le soleil depuis un satellite en orbite héliocentrique polaire,
- Earth-occulted Solar Eclipse Observatory (ES-EO) pour utiliser l'occultation du soleil par la Terre pour étudier la couronne solaire,
- Chinese Heliospheric Interstellar Medium Explorer (CHIME) pour étudier l'environnement spatial à une distance de 1 à 3 AU du soleil.

Quatre missions sont du domaine de l'observation de la Terre et de l'exploration planétaire :
- E-type Asteroid Sample Return (ASR) une missions de retour d'échantillon d'un astéroïde de type-E,
- Venus Volcano Imaging and Climate Explorer (en) (VOICE) un satellite en orbite polaire de Vénus pour cartographier la surface et étudier le climat,
- Climate and Atmospheric Components Exploring Satellites (CACES) deux satellites en orbite héliosynchrone pour étudier le climat et les émissions de dioxyde de carbone,
- Ocean Surface Current multiscale Observation Mission (OSCOM) un satellite destiné à l'observation des océans.

Le programme finance également les études pour des projets à plus long terme, dont le Very Large Area gamma ray Space Telescope (VLAST) et une mission vers Cérès. Le 27 avril 2024 le directeur du NSSC Wang Chi (en) annonce lors du forum de Zhongguancun les quatre missions définitivement sélectionnée : eXTP, DSL, ET et SPO. Bien qu'il n'ait pas fait partie de la sélection, le projet Taiji d'une constellation de trois satellites en orbite héliocentrique pour détecter les ondes gravitationnelles, est poursuivi dans le cadre du programme.

### eXTP

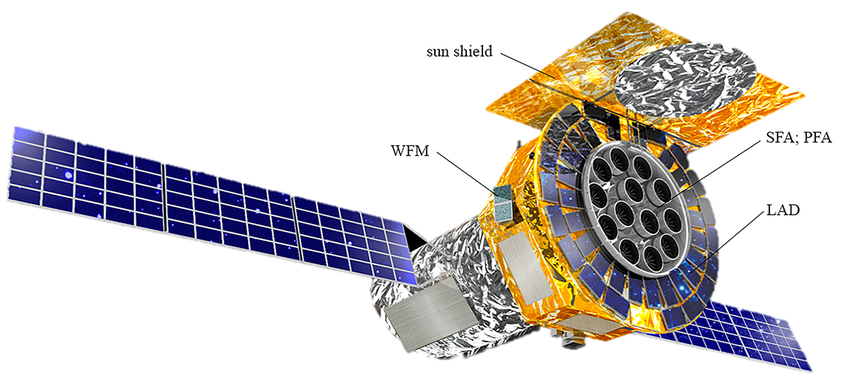
Illustration de eXTP.

### DSL

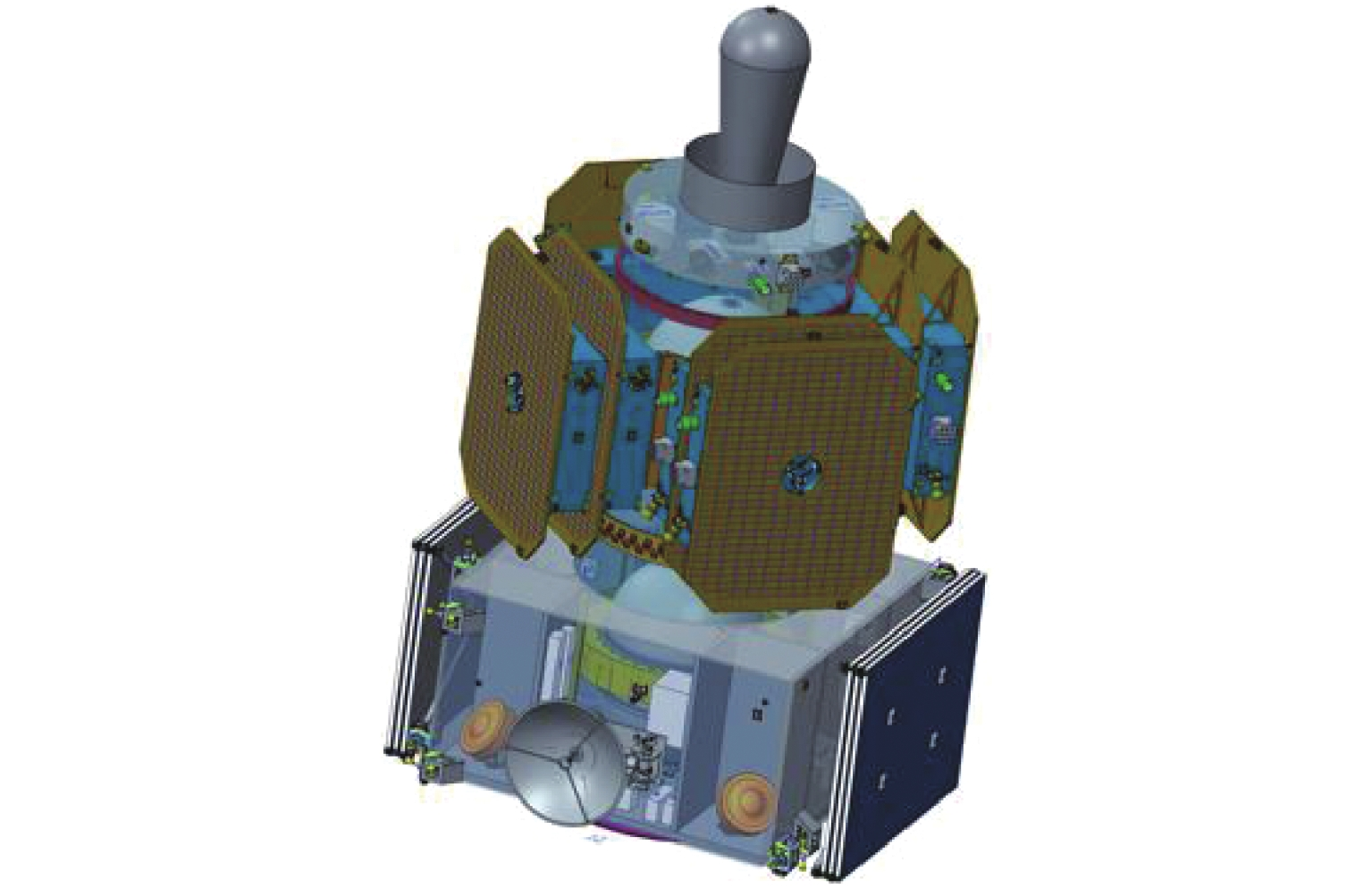
Illustration de DSL en configuration de lancement.